# Gerhard Schlichting
Gerhard Schlichting (* 28. Dezember 1944 in Hoya) ist ein deutscher Jurist, der von 1991 bis 2009 Richter am Bundesgerichtshof war.

## Leben
1974 begann Schlichting nach dem Ende seiner juristischen Ausbildung seine richterliche Karriere in Niedersachsen. Er wurde in seiner Probezeit bei der Staatsanwaltschaft Hannover, beim Landgericht Hannover und den Amtsgerichten Lehrte und Hannover eingesetzt. 1977 wurde er dann Richter am Landgericht Hannover. 1982 bis 1985 war er im Rahmen einer Abordnung als wissenschaftlicher Mitarbeiter am Bundesverfassungsgericht tätig. Ab März 1986 war er als Richter am Oberlandesgericht Celle in einem Zivilsenat des Oberlandesgerichts tätig. Schlichting wurde 1991 zum Richter am Bundesgerichtshof ernannt und gehörte dort dem IV. Zivilsenat an. Er war außerdem Mitglied im Großen Senat für Zivilsachen und in dem Gemeinsamen Senat der obersten Gerichtshöfe des Bundes. Am 31. Dezember 2009 trat er in den Ruhestand.

## Wirkung
Als Mitglied des IV. Zivilsenates nahm Gerhard Schlichting Einfluss auf die höchstrichterliche Rechtsprechung zum Erbrecht und zum Versicherungsrecht. In der Öffentlichkeit bekannt wurden beispielsweise ein Urteil zum Behindertentestament und eine Entscheidung über die Wirksamkeit der Erbfolge im Hause Hohenzollern aufgrund eines Erbvertrags aus dem Jahre 1938. In dem Rechtsstreit zwischen Georg Friedrich Prinz von Preußen und seinem Onkel Friedrich Wilhelm Prinz von Preußen ging es um die Wirksamkeit des Hausgesetzes des Hauses Preußen, nach dem Friedrich Wilhelm wegen einer angeblich nicht standesgemäßen Heirat ausgeschlossen worden war. Nennenswert aus dem Bereich des Erbrechts sind noch eine von Schlichting verfasste Entscheidung zum Pflichtteil an Leistungen nach dem Vermögensgesetz, wenn ein Grundstück bereits vor dem Erbfall in der DDR enteignet wurde sowie ein Urteil zur Pflichtteilsergänzung wegen Schenkungen, die ein nach der Deutschen Wiedervereinigung verstorbener Erblasser vor der Wiedervereinigung in der DDR vorgenommen hatte.
Im Versicherungsrecht verfasste Schlichting eine Entscheidung zu den vorvertraglichen Anzeigeobliegenheiten von Versicherungsnehmers durch den Hinweis auf Daten in einer Datensammlung, die der Versicherer selbst oder mit Einwilligung des Versicherungsnehmers im Verbund mit anderen Unternehmen führt, eine Entscheidung zur Vereinbarkeit einer Regelung, nach der Versicherer nach wirksamer Anfechtung eines Versicherungsvertrages wegen arglistiger Täuschung die seit Vertragsschluss erhaltenen Prämien behalten dürfen, mit Art. 3 Abs. 1 GG und zum Umfang und den Grenzen der Versicherungsfähigkeit eines Arbeitnehmers in der Krankentagegeldversicherung.
Neben seiner richterlichen Tätigkeit war er auch rechtswissenschaftlich tätig. Schlichting ist beispielsweise Bandredakteur des dem Erbrecht gewidmeten neunten Bandes des Münchener Kommentars zum Bürgerlichen Gesetzbuch.